# Settling Accounts: Return Engagement
Settling Accounts: Return Engagement is het in 2004 verschenen eerste deel van de tetralogie Settling Accounts van de Amerikaanse schrijver Harry Turtledove, met een alternatieve geschiedenis waarin niet de Unie maar de Confederatie de Amerikaanse Burgeroorlog heeft gewonnen. De tetralogie Settling Accounts volgt op How Few Remain en de trilogieën Great War en American Empire, en beschrijft een alternatieve Tweede Wereldoorlog.

## Plot
Op 22 juni 1941 (in werkelijkheid de startdatum van Operatie Barbarossa) start Operatie Blackbeard, een grootscheepse aanval van de CSA op de USA. De geconfedereerde luchtmacht valt alle steden en militaire bases binnen bereik aan, waarna infanterie de rivier de Ohio oversteekt vanuit Kentucky. Hoewel geen van de twee zijden het overwicht in de lucht behaalt, weten de geconfedereerde troepen binnen een maand Columbus te bezetten en staan ze na twee maanden aan de oever van het Eriemeer. De USA is nu in tweeën gekliefd, en hierdoor ernstig verzwakt. De USA moet nu gebruikmaken van de Canadese spoorwegen en watertransport over de Grote Meren, wat absoluut niet opweegt tegen het verlies van Ohio. Bovendien wordt het transport bemoeilijkt door Canadese en geconfedereerde saboteurs en geconfedereerde luchtaanvallen. Bovendien komen de mormonen van Utah, met geconfedereerde steun, opnieuw in opstand.
In Europa moet Duitsland een tweefrontenoorlog voeren tegen de Fransen en Britten in het westen en de Russen in het oosten. In Polen en Oekraïne komt een deel van de bevolking tegen de Duitsers in opstand, en in het westen dringen de Britten en Fransen Elzas-Lotharingen, het Rijnland, België en Nederland binnen, en vandaar naar West-Duitsland. Toch lukt het ze niet om Hamburg te bezetten. Een Britse amfibische operatie tegen Noorwegen wordt een fiasco met als enig resultaat dat de boze Noren de Entente de oorlog verklaren. In de Pacific veroveren de Japanners Midway en bedreigen ze de Sandwicheilanden. De VS kunnen hier maar beperkte middelen tegenover stellen omdat ze in Amerika en de Atlantische Oceaan de handen vol hebben.
CSA president Featherston doet in de herfst van 1941 de VS een vredesvoorstel: vrede in ruil voor teruggave door de VS van al het na de Grote Oorlog geannexeerde gebied, demilitarisatie van een 100 mijl brede grenszone in de VS en inkrimping van het leger van de VS. President Smith van de VS weigert dit omdat Featherston volgens hem niet te vertrouwen is, en voegt hieraan toe dat hij nog niet eens begonnen is met vechten. De US Air Force voegt de daad bij het woord met een grootscheeps luchtbombardement op Richmond. Dit is een streep door de rekening van Featherston, die gehoopt had de VS in een korte hevige oorlog te verslaan en aldus de dominante mogendheid van Noord-Amerika te worden. De VS zijn ver van verslagen en beide zijden maken zich op voor een lange strijd.
De VS openen begin 1942 een tegenaanval in Virginia, maar door spionage is de vijand voorbereid. Bovendien begunstigt het terrein de verdedigers. De Unietroepen steken de Rappahannock over, maar worden bij de Rapidan tot staan gebracht. Een tegenaanval van de geconfedereerde generaal Patton haalt eveneens weinig uit en al snel loopt de strijd vast in een stellingenoorlog. Beide zijden grijpen opnieuw naar gifgas: mosterdgas en nu ook organische fosforverbindingen als sarin, tabun en soman. Een moordaanslag op barrelspecialist kolonel Morrell leidt ertoe dat deze gewond raakt maar dat de VS zijn nut inzien en hij tot brigadegeneraal wordt bevorderd. Niet lang daarna sneuvelt president Smith bij een luchtaanval op Philadelphia, en wordt vicepresident Charles LaFollette ingezworen als nieuwe president.
In Camp Dependable wordt de genocide op de zwarten onder leiding van Pinkard steeds systematischer. De zwarten simpelweg doodschieten is geestelijk belastend en leidt tot zelfmoorden van bewakers. Wanneer Chick Blades, een bewaker, zelfmoord pleegt met uitlaatgassen, geeft dit Pinkard het idee een gaswagen te ontwikkelen. De zwarten worden verteld dat ze op transport gingen en in de trucks geladen, waarna de uitlaatgassen in de volle laadruimte werden geleid waardoor de zwarten omkwamen. Procureur-generaal Koenig is zeer tevreden over Pinkard, bevordert hem, en geeft hem opdracht tot de bouw van Camp Determination: een immens kamp met maar een enkel doel: het 'reduceren van de populatie' zwarten. Ook wordt Willy Knight in opdracht van Koenig doodgeschoten.
Berichten over de genocide sijpelen door naar de Unie, waar ze niet erg serieus worden genomen: de meeste blanke Amerikanen geven weinig om zwarten en bovendien is het niet in eigen land. Slechts twee politici nemen de verhalen wel serieus en maken ze wereldkundig: Congresvrouw Flora Blackford-Hamburger en de Secretary of War Franklin Delano Roosevelt.